# Шаїр
Шаїр — жанр малазійської та індонезійської літератури. Велика поема для співучого виконання, що складається переважно з восьмискладних чотиривіршів із суцільним римуванням. 

Близький за змістом до гікаяту, можуть бути любовно-авантюрного, історичного, дидактичного, релігійно-містичного характеру. Відомі з рубежу 11-12 ст.